# Roses dans un vase de verre (Fantin-Latour)
Pour les articles homonymes, voir Roses dans un vase de verre.
Roses dans un vase de verre est une peinture à l'huile sur toile réalisée par  Fantin-Latour  conservée à la  Manchester Art Gallery en Angleterre. Ce tableau de 68 × 53 cm est signé en haut à gauche et daté de 1879. Son numéro d'inventaire est 1979.532.

## Description
Des roses jaunes, blanches, roses et rouges se tiennent dans un vase de verre étroit posé sur une table en bois. Une petite tige avec une rose blanche et deux boutons roses sont étendus sur la gauche. Le fond est vert foncé et très texturé. Certaines fleurs semblent avoir été coupées prématurément, d'autres s'affaissent.
Fantin-Latour s'inspire ici des maîtres flamands du XVIIe siècle et de l'atmosphère silencieuse d'un Chardin (1699-1779),. Il a peint de nombreuses natures mortes de roses, aujourd'hui visibles dans plusieurs musées du monde. Ce tableau a été légué au musée de Manchester par M. et Mme Assheton-Bennett en 1979.